# Kempynus acutus
Kempynus acutus is een insect uit de familie watergaasvliegen (Osmylidae), die tot de orde netvleugeligen (Neuroptera) behoort.
Kempynus acutus is voor het eerst wetenschappelijk beschreven door New in 1986. De soort komt voor in New South Wales (Australië).